# Anchieta
Anchieta là một đô thị thuộc bang Espírito Santo, Brasil. Đô thị này có diện tích 404,882 km², dân số năm 2007 là 18235 người, mật độ 45,04 người/km².